# جورج ك. ماكنزي
جورج ك. ماكنزي (بالإنجليزية: George K. MacKenzie)‏ هو ضابط أمريكي، ولد في 1910، وتوفي في 1943.